# Johann Forster (Landrat)
Johann Forster (geboren am 16. Dezember 1833 in Halsenbach; gestorben am 29. April 1900 in Berlin) war ein preußischer Verwaltungsbeamter, Landrat, Polizeipräsident und zuletzt Oberverwaltungsgerichtsrat.

## Leben
Der seit 1875 verheiratete Katholik Johann Forster war der Sohn eines Gutsbesitzers, aus dem bei Emmelshausen gelegenen Halsenbach. Nach dem Studium der Rechtswissenschaften in Bonn und Breslau setzte Forster nach Ablegung der ersten juristischen Prüfung im Jahr 1857 seine Ausbildung als Auskultator in Koblenz fort, wo er bei der dortigen Königlich Preußischen Regierung Beschäftigung fand. In der Folge der weiteren juristischen Prüfungen 1861 in Koblenz zum Regierungsreferendar und abschließend 1865 zum Regierungsassessor ernannt, wurde Forster mehrfach damit beauftragt, vertretungsweise leitende Funktionen in der Rheinprovinz wahrzunehmen.
So versah Forster zunächst nach der Umsetzung des amtierenden Landrats des Kreises Wetzlar, Gustav von Diest von Juli 1866 bis zum 10. April 1867 die Verwaltung des dortigen Kreises, bevor er nach dem Ausscheiden des Kölner Polizeipräsidenten Wilhelm Arnold Geiger dessen Amt vom 14. September 1867 bis zum 2. Januar 1868 vertretungsweise weiterführte und schließlich vom 11. Februar bis zum 4. Mai 1868 mit der erneut vertretungsweisen Übernahme der Landratsverwaltung des Landkreises Essen.
1872 bis 1877 war Forster dann in der provinzialständischen Verwaltung der Rheinprovinz tätig. In seiner letzten Dienstfunktion war er ab 1891 Oberverwaltungsgerichtsrat am Preußischen Oberverwaltungsgericht. Er starb im Dienst.